# Arnold Hala
Arnold Hala (26. ledna 1935 Brno – 24. prosince 1989 Brno) byl český romanista a vysokoškolský pedagog.
Jeho synovcem je klavírista a skladatel Petr Hala, neteří obezitoložka Dita Pichlerová.

## Biografie
Absolvoval národní a střední školu v Brně, v roce 1958 úspěšně dokončil studium francouzštiny a španělštiny na Filozofické fakultě Masarykovy univerzity. Dva roky působil na odborné škole v Židlochovicích a také na osmileté škole v Těšanech. V roce 1960 krátce pracoval jako překladatel a tlumočník na Vojenské akademii Antonína Zápotockého v Brně a následně učil jazyky jako odborný asistent na brněnském Vysokém učení technickém. V první polovině 60. let se vydal na zkušenou do světa. Pro československý podnik Polytechna působil mezi lety 1962 a 1965 v Havaně jako překladatel a tlumočník.
Na katedře romanistiky a fonetiky brněnské filozofické fakulty už od začátku 60. let procházel doktorským studiem, které v roce 1966 pod vedením Otakara Nováka zakončil disertační prací z francouzské literatury. Od návratu z Kuby působil až do své smrti na této katedře jako odborný asistent. Vyučoval dějiny španělské a hispanoamerické literatury, věnoval se didaktice španělštiny a vedl lektorská cvičení ve španělštině a francouzštině. Začátkem 80. let se stal zakladatelem lusitanistiky na filozofické fakultě v Brně a od roku 1982 vedl obor portugalského jazyka a literatury. Zajímal se také o japonštinu, jejíž kurzy pro zájemce uváděl.
Vědecky se zabýval dramatickým dílem Federica Garcíi Lorcy a přispíval do romanistických periodik (např. sborník Études romanes de Brno).
Byl členem Pěveckého sdružení moravských učitelů (od roku 1956) a Klubu moderních filologů. Působil také v Dilii, jako jazykový poradce Československé televize, lektor Státního divadla v Brně a spolupracoval s Knihovnou Jiřího Mahena.
Zemřel v roce 1989 ve věku 54 let. Je pohřben na židenickém hřbitově v Brně.

## Dílo (výběr)
- Stručný přehled španělské mluvnice pro posluchače stavebních fakult (1964)
- Úvod do dějin a kultury Portugalska (1987)

Do češtiny přeložil hru portugalského dramatika Bernarda Santarena Zvěstování (1977, v originále Anunciação, 1962).